# Juan Carlos Maneglia
Juan Carlos "Juanca" Maneglia Otazu (n. Asunción, Paraguai, 9 de juny de 1966) és un director, guionista i productor de cinema paraguaià, conegut per dirigir pel·lícules com "7 cajas" i "Los Buscadores"; a més de les sèries "González vs Bonetti" i "La chuchi".
Amb a la seva esposa, la directora de cinema Tana Schémbori va fundar Maneglia-Schémbori Realizadores, una productora paraguaiana dedicada a la indústria cinematogràfica; així com TIA (Taller Integral de Actuación).

## Biografia
Juan Carlos va néixer el 9 de juny de 1966. Va acabar els seus estudis secundaris en el Col·legi Cristo Rey. És Llicenciat en Ciències de la Comunicació de la Universitat Catòlica d'Asunción. Va realitzar el seu primer curt als 11 anys amb una càmera Súper 8. La seva passió per dirigir històries el va portar a realitzar curts sense importar-li el format: vhs, fílmic, digital; per això va merèixer premis tant nacionals com internacionals. En 1991 va ser becat a l'Escola Internacional de Cinema i T.V en San Antonio de los Baños, Cuba.
La seva creativitat i la seva visió dels plans fan que el seu relat sigui únic i contundent. El 1999 va ser becat per la UNESCO per a un workshop intensiu en cinematografia en la prestigiosa NYFA.
Durant 14 anys va treballar en el Pla D.E.N.I Paraguai, Pla d'Educació Audiovisual, Fundat per l'Organització Catòlica Internacional de Cinema i va desenvolupar un treball educatiu amb nens, nenes i joves.
En aquesta mateixa línia, durant més de 8 anys va ser professor del "Cine Club" del Col·legi Crist Rey, on el mateix s'iniciés en el camp audiovisual.
Va ser titular de la càtedra d'audiovisuals en la Universitat Catòlica d'Asunción durant els anys 1990 al '92.
Va ser titular de la Càtedra de Direcció en el IPAC (Institut Paraguaià d'Arts i Ciències de la Comunicació), en la carrera de televisió durant els anys 1991 a 1994.
Actualment exerceix la docència al TIA (Taller Integral d'Actuació), escola d'actuació amb èmfasi en audiovisual creada per Maneglia-Schémbori.

## Filmografia

### Com a director de fotografia
- La disputa (1990) dirigida per Agustín Núñez.
- Río de Fuego (1991) dirigida per Arnaldo André.
- El ojo (1992-93).
- Los más buscados.
- "Verdades Ocultas" - Ficción (2015) Telefuturo, extremo septiembre

### Com a guionista
- La Santa (1993)
- La garganta del diablo (1995)
- El peregrino (1996)
- González vs Bonetti (2005)
- La chuchi (2006)
- 7 Cajas (2012)
- Los Buscadores (2017)[7]

### Com a director
- ‘‘El pueblo te necesita’’ (1976), en Súper 8), curtmetratge, 10 m.
- ‘‘La indiferencia’’ (1977), en Súper 8, curtmetratge, 10 m.
- ‘‘Napoleón'’ (1979, súper 8), curtmetratge, 8 m.
- ‘‘Espacio’’ (1981), en VHS, de curtmetratge, 20 m.
- ‘‘Autorretrato’’ (1984), videoarte, amn Margarita Morselli, 18 m.
- ‘‘24 horas en la vida de Brigitta von Scharkoppen'’ (1984), videoart), amb Ricardo Migliorisi.
- ‘‘Caza de Brujas'’ (1984), en VHS), curtmetratge, 4 m.
- ‘‘Artroscopia, investigación en Medicina’’ (1986), migmetratge, 56 m.
- ‘‘Presos'’ (1987), curtmetratge, 8 m.
- ‘‘Bocetos'’ (1987), curtmetratge, 7 m.
- ‘‘Espejos'’ (1987), curtmetratge, 10 m.
- ‘‘Todos conocemos el final'’ (1988), curtmetratge, 11 m.
- ‘‘La Noche de San Blas'’ (1989), curtmetratge, 10 m.
- ‘‘Sobrevivencia’’ (1990), curtmetratge, 4 m.
- ‘‘La clase de órgano’’ (1990) amb Tana Schémbori, curtmetratge, 10 m.
- ‘‘Artefacto de primera necesidad'’ (1995), amb Tana Schémbori, curtmetratge, 11 m.
- ‘‘Horno’’ (1998), curtmetratge.
- ‘‘Ejercicios de estilo’’ (1999), trilogia de curts, als Estats Units.
- ‘‘Say Yes'’ (1999), curtmetratge.
- ‘‘Vampiros en el IMA’’ (1999), am Tana Schémbori, curtmetratge, 8 m.
- ‘‘Extraños vecinos'’ (1999), als Estats Units, curtmetratge, 8 m.
- ‘‘Tana Schémbori: Retrospectiva’’ (1999), mediometraje, 35 m.
- ‘‘Villa Ko’eyu’’ (2000), amb Tana Schémbori, unitario, 45 m.
- ‘‘La decisión de Nora’’ (2000), amb Tana Schémbori, unitari, 30 m.
- ‘‘Amor-basura’’ (2000), amb Tana Schémbori, curtmetratge, 10 m.
- ‘‘La cartera’’ (2000), amb Tana Schémbori, curtmetratge, 5 m.
- ‘‘Tercer Timbre’’ (2001), curtmetratge, 3 m.
- ‘‘Horno ardiente’’ (2002), amb Tana Schémbori, curtmetratge, 11 m.
- ‘‘Cándida’’ (2003), amb Tana Schémbori, unitario, 55 m.
- ‘‘González vs Bonetti’’ (2005, serie, Telefuturo), amb Tana Schémbori, 12 capítols.
- ‘‘GvsB: La revancha’’ (2005, serie, Telefuturo), amb Tana Schémbori, 12 capítols.
- ‘‘La Chuchi’’ (2006, serie, Canal 13), amb Tana Schémbori.
- ‘‘Out Gorda’’ (2008), amb Tana Schémbori, curtmetratge, 10 m.
- ‘‘Jazmines del alma: La vida de Chiquitunga’’ (2009), migmetratge, 40 m.
- ‘‘7 cajas’’ (2012), amb Tana Schémbori, largometraje, 110 m.
- ‘‘Moderat - Gita | #ENDviolence Against Children | UNICEF’’ (2013), amb Tana Schémbori, curtmetratge, 4 m.
- ‘‘Taquito Militar’’ (2015), amb Tana Schémbori, videoclip de Berta Rojas, 3 m.
- ‘‘Los Buscadores’’ (2017), amb Tana Schémbori, largometraje